# Ruschia archeri
Ruschia archeri är en isörtsväxtart som beskrevs av L. Bol. Ruschia archeri ingår i släktet Ruschia och familjen isörtsväxter. Inga underarter finns listade i Catalogue of Life.